# 共同起源

基于16S 核糖体RNA序列分析重建出的地球生命演化树

基於16S 核糖體RNA分析而重建出的地球生命演化樹，演化樹的根部代表其最近共同祖先

共同起源（英語：Common descent）是指一群生物體擁有最近共同祖先的情況。所有地球上的生命都源於最後共同祖先或最後共同祖先基因池。
在演化生物學中，一群生物的某個共有的性狀如果來自共同起源，稱為同源，與之相反是趨同演化。
共同起源不等於最早的生物，共同起源之前可以有更多更古老的生物。

## 外部連結
- 29+ Evidences for Macroevolution: the Scientific Case for Common Descent（页面存档备份，存于）
- The Tree of Life Web Project（页面存档备份，存于）